# 近藤貞雄
近藤 貞雄（こんどう さだお、1925年10月2日 - 2006年1月2日）は、プロ野球選手（投手）・指導者・監督、野球解説者。
現役時代は西鉄軍、巨人、中日・名古屋で活躍し、引退後は中日、ロッテ、大洋、日本ハムのコーチ・監督を歴任した。
中日では選手・コーチ・監督と異なる立場で優勝を経験した。

## 経歴

### 現役時代
愛知県岡崎市出身。旧制愛知県立岡崎中学校から旧制法政大学を中退後、1943年に西鉄軍に入団。強打の一塁手として鳴らしたが、深刻な投手不足のチーム事情から石本秀一監督は、近藤の長身からの速球を見出し投手にコンバートした。同年、西鉄軍は資金難のため1年で解散に追い込まれてしまう。（なお、この「西鉄軍」は戦中の日本野球連盟活動停止前に解散したため、戦後に復帰を認められなかった。このため、2リーグ分立時に「西鉄（クリッパース）」としてパ・リーグに加盟した球団との間に直接的な繋がりはないため、「旧制・岡崎中学から西鉄（現・西武）入団」と書かれている文献は誤りである。）
折しも徴兵による選手不足に悩む東京巨人軍の藤本英雄監督から申し出があり、1944年に黒沢俊夫らとともに巨人に移籍した。なお、黒沢とともに他球団から巨人に移籍した最初の選手となっている。投手として3勝を挙げる傍らで、登板しない試合には一塁手や外野手を務めるなどほぼフル出場した。
プロ野球が再開された1946年に巨人に復帰すると、大車輪の活躍で23勝（リーグ4位）防御率2.18（同2位）をあげる。しかし、同年の秋季キャンプで滞在していた愛媛県松山市で散歩中、進駐軍のジープにはねられそうになったためそれを避けたところ、側溝に転落。そこに落ちていたガラスの破片により右手中指を負傷してしまう。戦後混乱期にあって迅速な治療を受けられず神経に深い傷を残してしまったことから、満足な投球ができなくなる。翌1947年は未勝利に終わり巨人を自由契約となった。同僚だった千葉茂は「近藤の負傷が『別所引き抜き事件』の遠因になった」と評する。なお、近藤の右手中指は第二関節から先が曲がったまま、生涯元に戻ることはなかった。
巨人時代の同僚で中日に移籍していた宮下信明が中日の杉浦清監督に掛け合い、近藤は中日に移籍。移籍1年目の1948年に独特の3本指で投げる「疑似チェンジアップ（パームボール）」を開発し、同年7勝、1949年7勝、1950年10勝と活躍した。この近藤の復活劇をモチーフに新東宝が「人生選手」という映画を製作した。この映画には近藤も出演している。天知俊一監督が復帰した1954年チームがリーグ優勝を果たすが、近藤は同年限りで引退した。

### 引退後
1955年から1962年（野口〜第3次天知〜第1次杉下〜濃人監督時代）、1964年から1968年（第2次杉浦〜西沢〜第2次杉下監督時代）まで中日投手コーチを務めた。ルーキーイヤーから2年連続30勝をあげながら連投に次ぐ連投で肩を壊し、事実上投手生命を失った権藤博の起用法に対する反省から、先発―中継ぎ―抑えの「投手分業制」を提唱。「甲子園準優勝投手」の鳴り物入りで入団しながら打線の援護に恵まれず、不振をかこっていた板東英二をリリーフエースとして起用することで実践した。
高校時代の投球過多で長いイニングを投げるのが苦痛になっていた板東は期待に応えて活躍の場を見せる。巨人・中尾碩志投手コーチとの論争などを経て近藤の「投手分業制」は球界に定着した。ただし、この件について、近藤は自著『野球はダンディズム'88』の中で「当時はまだ若輩で、濃人渉監督・石本秀一ヘッドコーチの権藤の使い方を、疑問の目で見ながらも、確たる理論的な裏づけもないまま、口を挟むことができなかった」と話している。実際に確信したのは、この5年後の1966年にはフロリダの教育リーグでセネタースのピッチングコーチだった元ヤンキースのジョニー・セインから「投手の肩は消耗品」ということを教えられ、日本流の「投げ込み」や「酷使」が確実に投手寿命を縮めることを確信したと書いている。また、コーチ時代に中日に在籍したポール・ホイタックの影響もあったといわれる。
1967年5月には成績不振のため休養した西沢道夫に代わって監督代行を務めるが、交代前の10試合で2勝7敗1分だったところ、交代後は8勝2敗と見事チームを立ち直らせている。
その後は濃人の誘いで1969年〜1971年にロッテの投手コーチを務める。ロッテ時代には、若手有望株であった村田兆治の投球フォーム改造に取り組み、その完成形は「マサカリ投法」として村田の代名詞となった。1972年に中日の監督に就任した与那嶺要の要請で、古巣中日にヘッドコーチ兼投手コーチとして再度招かれる。与那嶺から投手の起用法について全てを任され、2年目の鈴木孝政を抜擢するなど、1974年のリーグ優勝に貢献した。1976年に退任し、1977年からはCBCの野球解説者を務めた。
1981年、最下位の責任を取って解任された中利夫監督の後任として中日の監督に就任。近藤は前任監督の中について、「中は年齢的にも（辞任当時44歳）長期政権を託されていたはずだから、わずか3年での退陣は本人はもちろん、球団フロントも誤算だったはずだ」、自身が監督になったことについては「将来の監督候補として、チーム生え抜きの木俣、あるいは星野が目されていたが、ともにまだ現役で、またもうプレイングマネージャーの時代ではなくなっていた。結局、選手時代からドラゴンズの経歴が長く、また与那嶺監督の下でヘッド兼投手コーチとして主力選手の多くを知っており、チーム事情も熟知しているなどの理由で、僕に後任監督の座がめぐってきた」と後に近藤は語っている。
近藤は、コーチングスタッフの編成で一つだけフロントに注文を出した。「牧野、そして杉下と、過去に中日はOBをコーチとして巨人にさらわれている。今度はその逆をやりたいんだが」、近藤が白羽の矢を立てるのは黒江透修だった。近藤は黒江について、「有能な反面、言いたいことをストレートに口に出して煙たがれるタイプで、そのあたりをフロントの誰かに疎まれたのか、浪々の身だった。人間が仕事上での不平不満を、酒場などで愚痴るのはサラリーマンの世界でもよくあることで、グラウンドで期待してくれれば問題はないと考えたから、コーチとしての彼の能力のみを買って、黒江を自分のチームに迎え入れた」、「結果は成功で、1982年のリーグ優勝は、球界でのキャリアは長かったといえ新米で、ともすれば作戦や用兵で独断専行に陥る危険性があった僕を、投手コーチだった権藤、作戦コーチだったジム・マーシャルらと共に助けてくれた」と著書の中で記している。ドラフト1位の中尾孝義を正捕手に抜擢し、戦力外になりかけていた平野謙の才能を見抜いてレギュラー野手に成長させ、2年目の若手投手・牛島和彦を抑え投手に抜擢し、積極的に世代交代を促した。1981年は小松辰雄が先発、抑えとフル回転し12勝11セーブ、星野仙一は23試合全て先発し2年ぶり二桁となる10勝（9敗）、防御率も4年ぶりの3点台となる3.71と持ち直し、チームは借金7の5位に終わったが優勝した巨人に対して12勝11敗3分けとリーグで唯一の勝ち越し、完全優勝を阻止した。翌1982年にリーグ優勝を果たした。この優勝決定試合は大洋戦（横浜スタジアム）で、長崎啓二（大洋）と田尾安志（中日）との間で最後まで争った首位打者争いで、いまだに語られる田尾の5打席連続敬遠の日であったが、中日は優勝し外野スタンドから大勢の観客がグラウンドに乱入し、もみくちゃの観客のいる中で優勝インタビューが行なわれた。インタビューが中盤にさしかかった時に心無いファンに正面から近藤がかぶっていた球団帽を奪い取られた。近藤も一瞬動揺したが、インタビュー中で追いかけることもできないため、そのままインタビューに答えている。翌1983年は最下位ヤクルトと0.5ゲーム差に終わり、シーズン中に後任監督の山内一弘の監督就任が発表され、近藤は中日の監督を辞任した。
1985年、横浜大洋ホエールズの監督に就任。高木豊、加藤博一、屋鋪要の俊足打者3人を1〜3番に据え「スーパーカートリオ」と売り出し、打線の上位に置く。三塁手だった田代富雄を一塁手に、一塁手だったレオン・リーを三塁手に、二塁手だった高木豊を遊撃手に、遊撃手だった山下大輔を二塁手に大胆なコンバートを敢行した。チームは4位に終わったが、最下位脱出に期待をもたせた。スーパーカートリオの3人で148盗塁を記録した。
1986年、ヤクルトへ移籍したレオンの後釜としてカルロス・ポンセとダグ・ローマンを獲得。前年優勝の阪神との開幕3連戦を3タテするなど好スタートを切ったが、加藤と田代が負傷して戦列離脱すると6月下旬から13連敗もあり、成績低下。最終的に4位に終わり、責任を取って勇退した。
1989年より日本ハムファイターズの監督を務める。近藤和彦、前田益穂をコーチで招聘した。4月10日の対福岡ダイエー戦で7回、近藤は加藤伸一による一塁への牽制球をめぐって最初三塁に投げようとした事がボークではないかと猛抗議し、退場処分となった。63歳6か月での退場処分は阪神の監督だった1967年の藤本定義の62歳9カ月を抜く当時の史上最年長記録であり、加えて平成初の退場者となった。同じ年の7月20日の対オリックス・ブレーブス戦でも酒井勉の牽制球を巡って抗議し、退場処分を受け自らの最年長記録を更新している。中島輝士、鈴木慶裕といった若手を起用した。勝率は5割前後にとどまり最後は5位に沈んだ。1990年は柴田保光、西崎幸広、松浦宏明に加え、新人の酒井光次郎、抑えの武田一浩と5人の2桁勝利を挙げ、新助っ人のマット・ウインタースが35本塁打など4位。1991年は序盤は勝ち越しに成功、4年目の芝草宇宙が史上24人目の初登板初完封勝利を飾り、西崎が10勝、柴田が9勝、武田が最優秀救援投手に輝き、野手では白井一幸が打率.311、ウィンタースが33本塁打と活躍も、チーム打率リーグ最下位と投打がかみ合わず4位に終わり同年退任。戦前のプロ野球および1リーグ制経験者としては最後の監督であった。
1992年から2006年までは、CBCテレビ・CBCラジオの野球解説者・中日スポーツ野球評論家を務める。野球解説者がスポーツ新聞などに寄稿する場合、実際の記事は解説者から話を聞いた記者（ゴーストライター）が書くケースがほとんどと言われているが、近藤は自ら記事を書いた。中日スポーツの増田護記者がその理由を聞くと、「話したこととニュアンスが違う（記事になった）ことがあったんだ。それじゃあ自分で書けばいいんだから勉強もしたよ」と答えたという。また、教え子の1人であった板東は近藤が「ディスクジョッキーみたいなものをやってみたい」という意向をもっていたことから、それも踏まえて「自分で（記事を）書かなけりゃボケますよ」とアドバイスしたという。なお、近藤の願望は解説者に復帰した直後の1992年4月に始まったCBCラジオのワイド番組『もぎたてのカボチャたち』のパーソナリティー就任で実現することとなった。
1999年野球殿堂入りを果たす。
2001年にはプロ野球マスターズリーグの名古屋80D'sers初代監督となり、翌2002年まで務めた。
2006年1月2日午前9時22分、近藤は都内の病院で呼吸不全のため死去した。80歳没。この年、かつて近藤が監督を務めた日本ハムが25年ぶりのリーグ優勝を果たし、中日も2004年以来の2年ぶりのリーグ優勝を決めた。

## 人物
若い頃は細面で鼻筋の通った優しい顔立ちで、女性ファンとすぐ仲良くなっていたことから、巨人の古いOBからは「スケコン」と呼ばれていた。巨人が地方遠征に出ると、女性ファンからの差し入れが殺到し、近藤の部屋には生活必需品が山のように積まれていたという。巨人のエースとして活躍したこともあったが、退団の経緯などから巨人OB会には一度も出席しなかった。
ニックネームは先進的な理論とユーモア溢れるパフォーマンスから「ダンディ」。
近藤自身が「瞬間湯沸かし器」と称していたとおり、審判に駆け寄っての抗議も多く、その際に両手を後ろに回すスタイルが多くのプロ野球ファンの共感を呼び、「日本のビリー・マーチン」と呼ばれた。審判団から退場を命じられた数も多く、1993年にダイエーの根本陸夫監督に破られるまで退場者の最高齢記録を持っていた（現在は2005年に仰木彬が更新している）。平成（1989年）のプロ野球において、初の退場を命じられたのは大正生まれの近藤であった。実際のところは審判との罵り合いはファンサービスととらえており、中日・大洋の監督時代に2度の退場宣告を受けている柏木敏夫とは、実際にはアドバイスや議論を重ねる間柄だった。近藤が日本ハム監督になると、柏木をつかまえて「お前もパ・リーグに来て一緒になんかやらかして、客集めしよう」と声をかけたこともあった。日本ハム時代は、前川芳男が抗議のターゲットであった。
その一方で近藤は論理的、システマティックな野球観を持っていた。例えば不要な投げ込みの禁止、自主練習を重視するスタイルによるキャンプでのだらだらした長時間練習の廃止、判で押したようなバント作戦の否定、「アメフト野球」「ツープラトン野球」と言われた攻撃と守備で選手を大きく入れ替える戦術などは、その野球観の代表例である。この野球観は中日時代の教え子であった権藤博が短命に終わったことから形成されたが、与那嶺監督時代に一軍と二軍でそれぞれ投手コーチを務めていたことから権藤にも継承され、1998年に横浜ベイスターズを日本一に導いている。
1982年のシーズン最終戦、優勝を賭けた試合前にベンチ裏にビールをずらりと並べ、緊張するナインに「ぐいっと引っかけて度胸を据えて行け」と言ったが、ナインは誰も手を付けず近藤一人だけが飲んでいたという逸話があるが、鈴木孝政が「（この試合は小松辰雄が完投した事もあり、）用なしだから裏でビールを飲んでた」と発言している。また木俣達彦によると、5回ごろに水を飲みに行ったところ鈴木と堂上照がベロベロになっており、ゲーム終盤にはみんな輪になって飲んでいたという。
1981年にコーチ兼任になった星野仙一はもとより信頼関係は低かったが、中日が優勝した1982年には、登録抹消はされなかったものの衰えが顕著になり登板機会が大幅に減少した。同年6月30日ナゴヤ球場での巨人戦9回表4対2で2点リードの場面で星野が通算3割3分以上打たれ、苦手としている巨人の打者・淡口憲治から同点本塁打を打たれる。牛島に後を譲り降板すると、近藤は星野に「もう先発要員ではない。リリーフに回れ」と話した。木俣達彦は「先発、完投を生きがいにしてきた星野にとって自分をすべて否定された思いに違いない」と記しているが、実際には星野の14年間の選手生活の中で、先発中心で起用されていたのは5年ほどしかなく、近藤が投手コーチを務めていた1974年のリーグ優勝時も抑えとして起用されていた。
とはいえ、先発を外されたうえにリリーフエースは牛島の指定席とあって、星野はこの年をもって引退した。星野はその後も二度、中日の監督を務めるなど球団内で圧倒的な権力を誇っていたが、阪神監督就任の際に中日OB会を除名されることとなった。近藤は、「（中日OB会から）星野を追い出したのが俺の最大の功績だ」と親しい知人に漏らしていた。こうした経緯から、星野は近藤の訃報を聞いても通夜・葬儀への出席をしなかった（死去翌日、読売新聞大阪本社版等の一部新聞には追悼のコメントを寄せていた。）。しかし近藤は、著書で星野について、現役時代や監督としての姿勢を高く評価しており、前述の1982年の引退勧告も、これからの中日のメリットのことを考えてのことだったこともあり、複雑な心境だったと述べていた。
また監督就任時には髙木守道に「君はいいコーチになれるよ」と言い、引退するように仕向けて実現させており、星野と同年に木俣達彦も引退させている。1982年5月23日の大洋戦9回裏、9対6で3点リードの場面で鈴木孝政が長崎啓二にサヨナラ満塁本塁打を打たれたが、バッテリーを組んでいた木俣は近藤にリードに問題ありと断罪され、翌日、2年目の中尾孝義にマスクを譲り代打に専念にするよう告げられる。近藤が起用した中尾は同年MVPを獲得している。代わって投は小松辰雄や牛島ら、打は平野謙らを登用している。
平野は前任監督の中が作った整理リスト（クビ要員）に入っていたが、近藤が一人ずつチェックし、そこでコーチが「平野は足はまずまず、外野の守備は全くダメです。」と報告、近藤は「だったら守備固めで使えるかもしれないから一年間、残してみよう」と残留になり、平野は「近藤さんじゃなきゃクビでしたね。それは間違いない。しかも、その後、使ってくれましたからね。いくら感謝してもしきれない。プロ野球選手・平野謙の生みの親と言ってもいいでしょう。いわゆる古き良き野球人で、門限を破っても何をしてもいいけど、ユニフォーム着たら責任を持てよ。という感じでした。まさに僕にぴったしな監督でした。」と述べている。
長嶋茂雄に対しては、前向きな姿勢が立派であると評価していたものの、監督としての能力を心配している部分もあった。そこで近藤は野村克也を参謀にして、長嶋とタッグを組んだらよいのではないかという考えを著書にて提唱していた。

## 選手としての特徴
スリークォーターから速球・シュート・スライダーを投げ分けた。またヘッドワークが良く、打者の弱点を突くのが大変上手かった。

## 詳細情報

### 年度別投手成績
| 年 度      | 球 団            | 登 板 | 先 発 | 完 投 | 完 封 | 無 四 球 | 勝 利 | 敗 戦 | セ 丨 ブ | ホ 丨 ル ド | 勝 率 | 打 者 | 投 球 回 | 被 安 打 | 被 本 塁 打 | 与 四 球 | 敬 遠 | 与 死 球 | 奪 三 振 | 暴 投 | ボ 丨 ク | 失 点 | 自 責 点 | 防 御 率 | W H I P |
| ---------- | ---------------- | ----- | ----- | ----- | ----- | -------- | ----- | ----- | -------- | ----------- | ----- | ----- | -------- | -------- | ----------- | -------- | ----- | -------- | -------- | ----- | -------- | ----- | -------- | -------- | ------- |
| 1943       | 西鉄軍           | 23    | 12    | 4     | 0     | 0        | 5     | 5     | --       | --          | .500  | 490   | 114.1    | 75       | 1           | 81       | --    | 0        | 30       | 0     | 0        | 38    | 25       | 1.96     | 1.36    |
| 1944       | 巨人             | 9     | 7     | 5     | 0     | 0        | 3     | 4     | --       | --          | .429  | 298   | 69.0     | 58       | 2           | 31       | --    | 1        | 14       | 0     | 1        | 29    | 22       | 2.87     | 1.29    |
| 1946       | 巨人             | 42    | 30    | 24    | 6     | 2        | 23    | 14    | --       | --          | .622  | 1208  | 300.1    | 242      | 4           | 114      | --    | 3        | 76       | 1     | 1        | 100   | 73       | 2.18     | 1.19    |
| 1947       | 巨人             | 10    | 5     | 1     | 0     | 0        | 0     | 2     | --       | --          | .000  | 166   | 41.0     | 37       | 4           | 11       | --    | 0        | 4        | 0     | 0        | 27    | 19       | 4.17     | 1.17    |
| 1948       | 中日 名古屋 中日 | 48    | 23    | 14    | 2     | 1        | 7     | 23    | --       | --          | .233  | 1134  | 272.2    | 267      | 5           | 89       | --    | 4        | 47       | 3     | 0        | 106   | 79       | 2.60     | 1.31    |
| 1949       | 中日 名古屋 中日 | 35    | 16    | 10    | 1     | 1        | 7     | 12    | --       | --          | .368  | 804   | 186.1    | 200      | 10          | 64       | --    | 5        | 44       | 1     | 0        | 104   | 75       | 3.61     | 1.42    |
| 1950       | 中日 名古屋 中日 | 23    | 19    | 10    | 0     | 0        | 10    | 4     | --       | --          | .714  | 651   | 149.1    | 156      | 8           | 54       | --    | 2        | 35       | 0     | 0        | 71    | 60       | 3.60     | 1.41    |
| 1951       | 中日 名古屋 中日 | 13    | 8     | 3     | 0     | 0        | 0     | 4     | --       | --          | .000  | 243   | 55.1     | 64       | 2           | 22       | --    | 0        | 10       | 0     | 0        | 33    | 23       | 3.70     | 1.55    |
| 1952       | 中日 名古屋 中日 | 2     | 2     | 0     | 0     | 0        | 0     | 1     | --       | --          | .000  | 18    | 3.0      | 8        | 1           | 2        | --    | 0        | 0        | 0     | 0        | 4     | 4        | 12.00    | 3.33    |
| 1953       | 中日 名古屋 中日 | 15    | 3     | 0     | 0     | 0        | 0     | 2     | --       | --          | .000  | 189   | 44.2     | 48       | 3           | 16       | --    | 1        | 11       | 0     | 0        | 23    | 21       | 4.20     | 1.43    |
| 1954       | 中日 名古屋 中日 | 2     | 1     | 0     | 0     | 0        | 0     | 0     | --       | --          | ----  | 13    | 3.0      | 3        | 0           | 1        | --    | 0        | 3        | 0     | 0        | 0     | 0        | 0.00     | 1.33    |
| 通算：11年 | 通算：11年       | 222   | 126   | 71    | 9     | 4        | 55    | 71    | --       | --          | .437  | 5214  | 1239.0   | 1158     | 40          | 485      | --    | 16       | 274      | 5     | 2        | 535   | 401      | 2.91     | 1.33    |

- 各年度の太字はリーグ最高

### 年度別打撃成績
| 年 度      | 球 団            | 試 合 | 打 席 | 打 数 | 得 点 | 安 打 | 二 塁 打 | 三 塁 打 | 本 塁 打 | 塁 打 | 打 点 | 盗 塁 | 盗 塁 死 | 犠 打 | 犠 飛 | 四 球 | 敬 遠 | 死 球 | 三 振 | 併 殺 打 | 打 率 | 出 塁 率 | 長 打 率 | O P S |
| ---------- | ---------------- | ----- | ----- | ----- | ----- | ----- | -------- | -------- | -------- | ----- | ----- | ----- | -------- | ----- | ----- | ----- | ----- | ----- | ----- | -------- | ----- | -------- | -------- | ----- |
| 1943       | 西鉄軍           | 27    | 47    | 45    | 3     | 11    | 2        | 0        | 0        | 13    | 1     | 0     | 1        | 0     | --    | 2     | --    | 0     | 0     | --       | .244  | .277     | .289     | .565  |
| 1944       | 巨人             | 35    | 142   | 131   | 10    | 23    | 3        | 0        | 1        | 29    | 8     | 8     | 5        | 3     | --    | 7     | --    | 1     | 8     | --       | .176  | .223     | .221     | .444  |
| 1946       | 巨人             | 55    | 160   | 151   | 9     | 34    | 4        | 3        | 0        | 44    | 15    | 1     | 0        | 0     | --    | 9     | --    | 0     | 5     | --       | .225  | .269     | .291     | .560  |
| 1947       | 巨人             | 10    | 16    | 12    | 0     | 2     | 0        | 0        | 0        | 2     | 0     | 0     | 0        | 2     | --    | 2     | --    | 0     | 0     | --       | .167  | .286     | .167     | .452  |
| 1948       | 中日 名古屋 中日 | 58    | 110   | 105   | 9     | 25    | 2        | 0        | 0        | 27    | 4     | 3     | 1        | 1     | --    | 4     | --    | 0     | 5     | --       | .238  | .266     | .257     | .523  |
| 1949       | 中日 名古屋 中日 | 39    | 80    | 78    | 7     | 22    | 3        | 0        | 0        | 25    | 10    | 0     | 0        | 0     | --    | 2     | --    | 0     | 1     | --       | .282  | .300     | .321     | .621  |
| 1950       | 中日 名古屋 中日 | 26    | 62    | 58    | 11    | 21    | 4        | 1        | 0        | 27    | 8     | 2     | 0        | 0     | --    | 4     | --    | 0     | 3     | 0        | .362  | .403     | .466     | .869  |
| 1951       | 中日 名古屋 中日 | 15    | 20    | 20    | 1     | 3     | 0        | 0        | 0        | 3     | 2     | 0     | 1        | 0     | --    | 0     | --    | 0     | 2     | 1        | .150  | .150     | .150     | .444  |
| 1952       | 中日 名古屋 中日 | 2     | 1     | 1     | 0     | 0     | 0        | 0        | 0        | 0     | 0     | 0     | 0        | 0     | --    | 0     | --    | 0     | 1     | 0        | .000  | .000     | .000     | .000  |
| 1953       | 中日 名古屋 中日 | 23    | 18    | 18    | 2     | 4     | 0        | 0        | 0        | 4     | 2     | 0     | 0        | 0     | --    | 0     | --    | 0     | 4     | 0        | .222  | .222     | .222     | .444  |
| 1954       | 中日 名古屋 中日 | 2     | 1     | 1     | 0     | 0     | 0        | 0        | 0        | 0     | 0     | 0     | 0        | 0     | 0     | 0     | --    | 0     | 0     | 0        | .000  | .000     | .000     | .000  |
| 通算：11年 | 通算：11年       | 292   | 657   | 620   | 52    | 145   | 18       | 4        | 1        | 174   | 50    | 14    | 8        | 6     | 0     | 30    | --    | 1     | 29    | 1        | .234  | .270     | .281     | .551  |

- 各年度の太字はリーグ最高

### 年度別監督成績
| 年度      | 年度      | チーム    | 背番号    | 順位 | 試合 | 勝利 | 敗戦 | 引分 | 勝率 | ゲーム差               | チーム 本塁打          | チーム 打率            | チーム 防御率          | 年齢                   |
| --------- | --------- | --------- | --------- | ---- | ---- | ---- | ---- | ---- | ---- | ---------------------- | ---------------------- | ---------------------- | ---------------------- | ---------------------- |
| 1967年    | 昭和42年  | 中日      | 61        |      | 10   | 8    | 2    | 0    | .800 |                        |                        |                        |                        | 42歳                   |
| 1981年    | 昭和56年  | 中日      | 61        | 5位  | 130  | 58   | 65   | 7    | .472 | 16.0                   | 151                    | .268                   | 3.71                   | 56歳                   |
| 1982年    | 昭和57年  | 中日      | 61        | 1位  | 130  | 64   | 47   | 19   | .577 | （0.5）                | 143                    | .266                   | 3.27                   | 57歳                   |
| 1983年    | 昭和58年  | 中日      | 61        | 5位  | 130  | 54   | 69   | 7    | .439 | 18.5                   | 160                    | .263                   | 4.11                   | 58歳                   |
| 1985年    | 昭和60年  | 大洋      | 81        | 4位  | 130  | 57   | 61   | 12   | .483 | 14.5                   | 132                    | .267                   | 4.59                   | 60歳                   |
| 1986年    | 昭和61年  | 大洋      | 81        | 4位  | 130  | 56   | 69   | 5    | .448 | 20.0                   | 84                     | .264                   | 3.81                   | 61歳                   |
| 1989年    | 平成元年  | 日本ハム  | 63        | 5位  | 130  | 54   | 73   | 3    | .425 | 18.0                   | 131                    | .266                   | 4.20                   | 64歳                   |
| 1990年    | 平成2年   | 日本ハム  | 63        | 4位  | 130  | 66   | 63   | 1    | .512 | 16.5                   | 128                    | .263                   | 3.68                   | 65歳                   |
| 1991年    | 平成3年   | 日本ハム  | 63        | 4位  | 130  | 53   | 72   | 5    | .424 | 28.5                   | 112                    | .251                   | 3.72                   | 66歳                   |
| 通算：9年 | 通算：9年 | 通算：9年 | 通算：9年 |      | 1050 | 470  | 521  | 59   | .474 | Aクラス1回、Bクラス7回 | Aクラス1回、Bクラス7回 | Aクラス1回、Bクラス7回 | Aクラス1回、Bクラス7回 | Aクラス1回、Bクラス7回 |

※1967年は西沢道夫の休養に伴う監督代理（5月18日 - 5月28日）
※1981年から1996年までは130試合制
※この他、1974年10月14日の対巨人戦ダブルヘッダー（後楽園球場・長嶋茂雄引退試合）でも代理で指揮を執っている（与那嶺監督や主力選手が名古屋市内での優勝パレードに参加したため）。

### 表彰
- 野球殿堂競技者表彰（1999年）

### 背番号
- 10（1943年）
- 17（1946年 - 1947年）
- 5（1948年 - 1952年）
- 32（1953年、1955年）
- 36（1954年）
- 31（1956年 - 1958年）
- 63（1959年 - 1961年、1989年 - 1991年）
- 50（1962年）
- 65（1964年）
- 61（1965年 - 1968年、1972年 - 1976年、1981年 - 1983年）
- 54（1969年 - 1971年）
- 81（1985年 - 1986年）

## 関連情報

### 出演番組
- THE BASEBALL 野球烈闘
  - 基本的にCBCテレビ制作の中継に出演していたが、日本ハム監督退任直後の1992年5月15日（金曜）には、TBSテレビ制作の西武対日本ハム戦（ゴールデンタイムの全国ネット）にも出演した（中日時代のチームメイトで、しばしば西武の臨時コーチを務めていた杉下茂とのダブル解説。中継途中に雨天でノーゲーム。なお同日の中日対大洋戦は東海テレビが放送した）[28]。
- CBCドラゴンズナイター
  - 近藤が首都圏在住だったため、ヤクルト・大洋主催ゲームをTBSラジオが中継可能だった1978年以前は、前記2球団主催による中日戦でTBSラジオからの裏送り中継に出演する頻度が高かったほか、まれにTBSラジオ制作の巨人主催中日戦全国中継に出演することがあった。また、東海圏で開催のパ・リーグの試合の中継をCBCラジオが制作した際にも出演することがあった。
- サンデードラゴンズ
- オールスター感謝祭
- もぎたてのカボチャたち（CBCラジオ、1992年4月-1996年3月。1993年9月までは木曜、1993年10月以降は月曜バーソナリティー）

### 著書
- 『野球はダンディズム』（朝日新聞社、1988年3月、ISBN 4022558393）
- 『勝つ条件：球界一の魔術師が語る』（アイペック、1988年4月、ISBN 4870470691）
- 『野球はダンディズム'88』（朝日新聞社、1989年3月、ISBN 4022559896）
- 『退場がこわくて野球ができるか』（ドリームクエスト、2000年8月、ISBN 492519206X）